# Кременчуцький міський пологовий будинок
КНМП «Кременчуцький перинатальний центр 2 рівня». Розташований за адресою: вул. Майора Борищака, 20/3. Розрахований на 186 місць.

## Керівництво
| Посада                                          | Ім'я                          | -----    | Директор | Сербін Радомир Анатолійович | 75-86-00 * |
| Заступник головного лікаря                      | Бордюг Валерій Дмитрович      | 75-86-01 |          |                             |            |
| Заступник головного лікаря з економічних питань | Андрєєва Вікторія Анатоліївна | 75-86-10 |          |                             |            |

*  — код міста 05366

## Структура
До пологового будинку входять: вісім відділень, центр планування сім'ї, клініко-діагностична лабораторія та дві жіночі консультації:
| Назва Кременчуцький перинатальний центр 2 рівня             | Директор Сербін Радомир Анатолійович | -----           | Відділення патології вагітних | Кірічек Валентина Олексіївна | 75-86-21 * |
| Центр планування сім'ї                                      | Наливайко Сергій Григорович          | 75-86-14        |                               |                              |            |
| Гінекологічне відділення                                    | Івко Юлія Олександрівна              | 75-86-30        |                               |                              |            |
| Фізіологічне пологове відділення                            |                                      | 75-86-28        |                               |                              |            |
| Трансфузіологічне відділення                                | Зауральський Ростислав Валентинович  | 2-12-20         |                               |                              |            |
| Відділення інтенсивної терапії новонароджених               | Лорінець Ірина Анатоліївна           | 75-86-11        |                               |                              |            |
| Педіатричне відділення для новонароджених недоношених дітей | Зорченко Ольга Вікторівна            | 75-86-17        |                               |                              |            |
| Відділення анестезіології та реанімації                     | Мотієнко Андрій Анатолійович         | 75-86-23        |                               |                              |            |
| Жіноча консультація № 1                                     | Обрізан Лариса Петрівна              | 3-70-20 3-71-14 |                               |                              |            |
| Жіноча консультація № 2                                     | Бєлікова Вікторія Іванівна           | 5-13-61 5-15-65 |                               |                              |            |
| Клініко-діагностична лабораторія                            | Шаульська Ольга Василівна            | 75-86-26        |                               |                              |            |

*  — код міста 05366

## Перинатальний центр
У липні 2011 року начальник міського відділу охорони здоров'я Валерій Литвиненко повідомив, що в пологовому будинку планується створення перинатального центру. У ньому буде необхідне обладнання для виходжування дітей вагою понад 500 грам. Для реалізації створення центру у закладу є всі умови.
2 січня 2012 року було повідомлено, що відділення запрацює 2012 року.